# گلنوود (یوتا)
گلنوود (به انگلیسی: Glenwood) شهری در ایالت یوتا کشور ایالات متحده آمریکا است که جمعیت آن در سرشماری سال ۲۰۱۰ میلادی، ۴۶۴ نفر بوده‌است.